# Route nationale 9 (Burkina Faso)
Pour les articles homonymes, voir Route nationale 9.
La route nationale 9 (RN 9) est une route du Burkina Faso allant de Bobo-Dioulasso à Faramana vers la frontière malienne. Sa longueur est de 120 km.

## Tracé
- Bobo-Dioulasso
- Bama
  - Samandéni
  - Dandé
  - Koundougou
  - Bambé
- Faramana
- Frontière entre le Burkina Faso et le Mali où elle rejoint la route nationale 12 à Sona en direction de Koury